# Adorable Julia (téléfilm)
Pour les articles homonymes, voir Adorable Julia.
Pour plus de détails, voir Fiche technique et Distribution.
Adorable Julia est un téléfilm réalisé par Yves-André Hubert, captation de la comédie Adorable Julia de Marc Gilbert Sauvajon écrite d’après Somerset Maugham et mise en scène par Jean-Paul Cisife au Théâtre Hébertot à Paris.

## Synopsis
Julia Lambert est une comédienne célèbre, d’un âge mur, convaincue d’être irrésistible… Mais, elle a des problèmes, avec son mari Michel, un metteur en scène vraiment complaisant, qui a pour défaut d’être ennuyeux. Et voilà que Julia tombe amoureuse de Paul Fernois, un jeune homme ambitieux qui aime une jeune et jolie actrice …

## Fiche technique
- Texte : Marc-Gilbert Sauvajon d’après Somerset Maugham
- Metteur en scène : Jean-Paul Cisife
- Décors : Gérard Kéryse
- Réalisateur :  Yves-André Hubert
- Production :  Antenne 2
- Genre :  Comédie
- Création :  France
- Durée :  1h35’
- Diffusion :   30 juillet 1988

## Distribution
- Danielle Darrieux : Julia Lambert
- Raymond Pellegrin : Michel Gosselin
- Bruno Pradal : Paul Fernois
- Bernard Pinet : Le Régisseur de Julia Lambert
- Anne Jacquemin : Chris Vallamont
- Anne Aor : Zina Devry
- Denis Laustriat : Roger Gosselin